# Sojuz 31
Sojuz 31  byla kosmická loď SSSR z roku 1978, která se svou mezinárodní posádkou absolvovala let k sovětské orbitální stanici Saljut 6. Podle katalogu COSPAR dostala označení 1978-081A a byl to 66. registrovaný let kosmické lodě s lidmi na palubě ze Země. Jejím volacím znakem byl JESTŘÁB. Jednalo se o třetí let v rámci programu Interkosmos.

## Posádka
Dvoučlennou posádku tvořili tito kosmonauti:
- Valerij Bykovskij, 44 roků, velitel lodě, třetí let do vesmíru
- Sigmund Jähn, 41 roků, kosmonaut-výzkumník, nováček

## Průběh letu

### Start
Loď odstartovala 26. srpna 1978 odpoledne z kosmodromu Bajkonur s pomocí rakety Sojuz U. Start se vydařil, loď se dostala na orbitu 193 – 243 km, bez problémů fungoval i zapnutý systém automatického přibližování. K pevnému připojení ke stanici došlo 27. srpna 1978 a tentýž den oba kosmonauti přešli do Saljutu.

### Práce na stanici
Na stanici přiletěli jako pracovní návštěva, protože zde v době jejich příletu byla druhá stálá posádka Vladimir Kovaljonok a Alexandr Ivančenkov. U stanice byla připojena nyní formace stanice a dvou Sojuzů. Stanice Saljut 6 v té době kroužila nad Zemí ve výšce 338 – 368 km a periodou 91 minut. Celé kvarteto kosmonautů plnilo zadaný pracovní sedmidenní program, který zahrnoval nejen řadu televizních reportáží, ale hlavně 37 vědeckotechnických experimentů. Sedm z nich bylo lékařského charakteru (změny sluchu, řeči, chuti, vnímání času), 3 biologické, další technologické a nezbytné snímkování různými druhy kamer a analyzátorů.
Protože bylo rozhodnuto, že svou loď ponechají u stanice pro základní posádku a odletí v jejich dříve připojené, museli provést výměnu anatomicky tvarovaných osobních křesel mezi loděmi a prohodit i osobní vybavení. Naložili i výsledky provedených experimentů a v lodi Sojuz 29 oba odletěli na Zem. Přistáli s pomocí padáků v kabině na území Kazachstánu (tehdy součást SSSR).

### Loď s jinou posádkou
Kosmická loď Sojuz 31 zůstala připojená u stanice Saljut 6 až do 2. listopadu 1978, kdy s ní základní posádka odletěla domů. Kabina lodi přistála na území Kazachstánu. 

## Konstrukce lodě
Udaná startovací hmotnost byla 6800 kg vč.200 kg paliva pro manévrování a brzdění. Loď se obdobně jako ostatní lodě Sojuz skládala ze tří částí, kulovité orbitální sekce, návratové kabiny a sekce přístrojové. Měla namontováno spojovací zařízení a padákový systém.